# Winfield (Kansas)
Winfield és una població dels Estats Units a l'estat de Kansas. Segons el cens del 2005 tenia 11.861 habitants.

## Demografia
Segons el cens del 2000, Winfield tenia 12.206 habitants, 4.627 habitatges, i 2.952 famílies. La densitat de població era de 426,1 habitants/km².
Dels 4.627 habitatges en un 31,9% hi vivien nens de menys de 18 anys, en un 49,6% hi vivien parelles casades, en un 10,7% dones solteres, i en un 36,2% no eren unitats familiars. En el 32,4% dels habitatges hi vivien persones soles el 16,9% de les quals corresponia a persones de 65 anys o més que vivien soles. El nombre mitjà de persones vivint en cada habitatge era de 2,36 i el nombre mitjà de persones que vivien en cada família era de 3.
Per edats la població es repartia de la següent manera: un 24,9% tenia menys de 18 anys, un 11,8% entre 18 i 24, un 27,4% entre 25 i 44, un 19,4% de 45 a 60 i un 16,6% 65 anys o més.
L'edat mediana era de 36 anys. Per cada 100 dones de 18 o més anys hi havia 97 homes.
La renda mediana per habitatge era de 34.443$ i la renda mediana per família de 44.539$. Els homes tenien una renda mediana de 31.768$ mentre que les dones 21.605$. La renda per capita de la població era de 19.162$. Entorn del 9,9% de les famílies i el 13,8% de la població estaven per davall del llindar de pobresa.

## Poblacions més properes
El següent diagrama mostra les poblacions més properes.